# Kyogle Council
Kyogle är en region i Australien. Den ligger i delstaten New South Wales, i den sydöstra delen av landet, omkring 600 kilometer norr om delstatshuvudstaden Sydney. Antalet invånare är 9 538.
Följande samhällen finns i Kyogle:
- Kyogle
- Doubtful Creek
- Ettrick
- Lillian Rock
- Homeleigh
- Mummulgum
- Bonalbo
- Old Bonalbo
- Bottle Creek
- Mallanganee

I omgivningarna runt Kyogle växer i huvudsak städsegrön lövskog. Runt Kyogle är det mycket glesbefolkat, med 2 invånare per kvadratkilometer. Genomsnittlig årsnederbörd är 1 387 millimeter. Den regnigaste månaden är januari, med i genomsnitt 260 mm nederbörd, och den torraste är oktober, med 36 mm nederbörd.